# Kasseler Literaturpreis
Der Kasseler Literaturpreis für grotesken Humor wird von der Stiftung Brückner-Kühner und der Stadt Kassel seit 1985 jährlich vergeben.
Mit ihm werden Schriftsteller ausgezeichnet, deren „Werk vom Grotesk-Komischen auf hohem künstlerischen Niveau geprägt ist“. Bis 1996 wurde der Preis auch an Literaturwissenschaftler vergeben, die sich als Forschungsschwerpunkt mit dem Komischen beschäftigt haben. Seither geht der Preis ausschließlich an Künstler. Er ist mit 10.000 Euro dotiert.
Seit 2004 vergeben Stiftung und Stadt zudem regelmäßig einen Förderpreis Komische Literatur für Autoren in einer frühen Phase ihres Schaffens. Er ist mit 3.000 Euro dotiert.
Eine Eigenbewerbung ist jeweils nicht möglich. Die Förderpreisträger findet die Jury auf Vorschlag von Verlagen.
Gestiftet wurde der Preis von dem Schriftstellerpaar Christine Brückner und Otto Heinrich Kühner.

## Preisträger
- 1985: Loriot[1]
- 1986: Eike Christian Hirsch
- 1987: Ernst Jandl
- 1988: Wolfgang Preisendanz
- 1989: Irmtraud Morgner
- 1990: Ernst Kretschmer
- 1991: Robert Gernhardt
- 1992: Walter Hinck
- 1993: Christoph Meckel
- 1994: Volker Klotz
- 1995: Hanns Dieter Hüsch
- 1996: Karl Riha
- 1997: Max Goldt
- 1998: Franzobel
- 1999: Ingomar von Kieseritzky (Hauptpreis); Frank Schulz (Förderpreis)
- 2000: Peter Bichsel
- 2001: George Tabori
- 2002: Franz Hohler
- 2003: Eugen Egner
- 2004: Ror Wolf (Hauptpreis); Jochen Schmidt (Förderpreis)
- 2005: Katja Lange-Müller (Hauptpreis); Tilman Rammstedt (Förderpreis)
- 2006/7: Gerhard Polt (Hauptpreis); Jess Jochimsen (Förderpreis)
- 2008: F. W. Bernstein (Hauptpreis); Philipp Tingler (Förderpreis)
- 2009: Peter Rühmkorf (postum, Hauptpreis); Michael Stauffer (Förderpreis)
- 2010: Herbert Achternbusch (Hauptpreis); Rebekka Kricheldorf (Förderpreis)
- 2011: Thomas Kapielski (Hauptpreis); Jan Neumann (Förderpreis)
- 2012: Ulrich Holbein (Hauptpreis);[2] Tino Hanekamp (Förderpreis)
- 2013: Wilhelm Genazino (Hauptpreis);[3] Wolfram Lotz (Förderpreis)
- 2014: Dieter Hildebrandt (postum, Hauptpreis);[4] (kein Förderpreis)
- 2015: Frank Schulz (Hauptpreis);[5] Arno Camenisch (Förderpreis)
- 2016: Wolf Haas (Hauptpreis);[6] Kirsten Fuchs[7] (Förderpreis)
- 2017: Karen Duve (Hauptpreis);[8] Ferdinand Schmalz (Förderpreis)
- 2018: Eckhard Henscheid (Hauptpreis);[9] Dagmara Kraus (Förderpreis)
- 2019: Sibylle Berg (Hauptpreis);[10] Jakob Nolte (Förderpreis)
- 2020: Heinz Strunk (Hauptpreis);[11] Chrizzi Heinen (Förderpreis)
- 2021: Felicitas Hoppe (Hauptpreis);[12] Lukas Linder (Förderpreis)
- 2022: Helge Schneider (Hauptpreis);[13] Anaïs Meier (Förderpreis)
- 2023: Gerhard Henschel (Hauptpreis)[14], Noemi Somalvico (Förderpreis)
- 2024: Joachim Meyerhoff (Hauptpreis), Nele Pollatschek (Förderpreis)
- 2025: Nora Gomringer (Hauptpreis), Stefanie Sargnagel (Förderpreis)[15]